# Ozette
Ozette.- /značenje nepoznato/  Indijansko pleme porodice Wakashan, južni su ogranak Makah Indijanaca nastanjen na rijeci Ozette i jezeru Ozette u Okrugu Clallam u Washingtonu. Pleme je imalo dva naselja: Ozette na Flattery Rocksu i Sooes, četiri milje južno od Makah sela Waatch. Godine 1937. izvješteno je tek o jednom jedinom preživjelom pripadniku. Po njima danas nosi ime jedno jezero, rijeka i selo. Kulturno su pripadali Sjeverozapadnim obalnim Indijancima. 

## Vanjske poveznice
- Ozette  Arhivirana inačica izvorne stranice od 14. svibnja 2008. (Wayback Machine)
- Lake Ozette History